# لوسیفر ۱۹۳۰
سیارک ۱۹۳۰ (به انگلیسی: 1930 Lucifer، نامگذاری:1964UA) هزار و نهصد و سیمین سیارک کشف شده‌است که در ۲۹ اکتبر ۱۹۶۴ کشف شد.
قدر مطلق سیارک برابر ۱۰٫۹۰ است.